# Calle Posada Herrera
La calle Posada Herrera es una vía pública de la ciudad española de Oviedo.

## Descripción

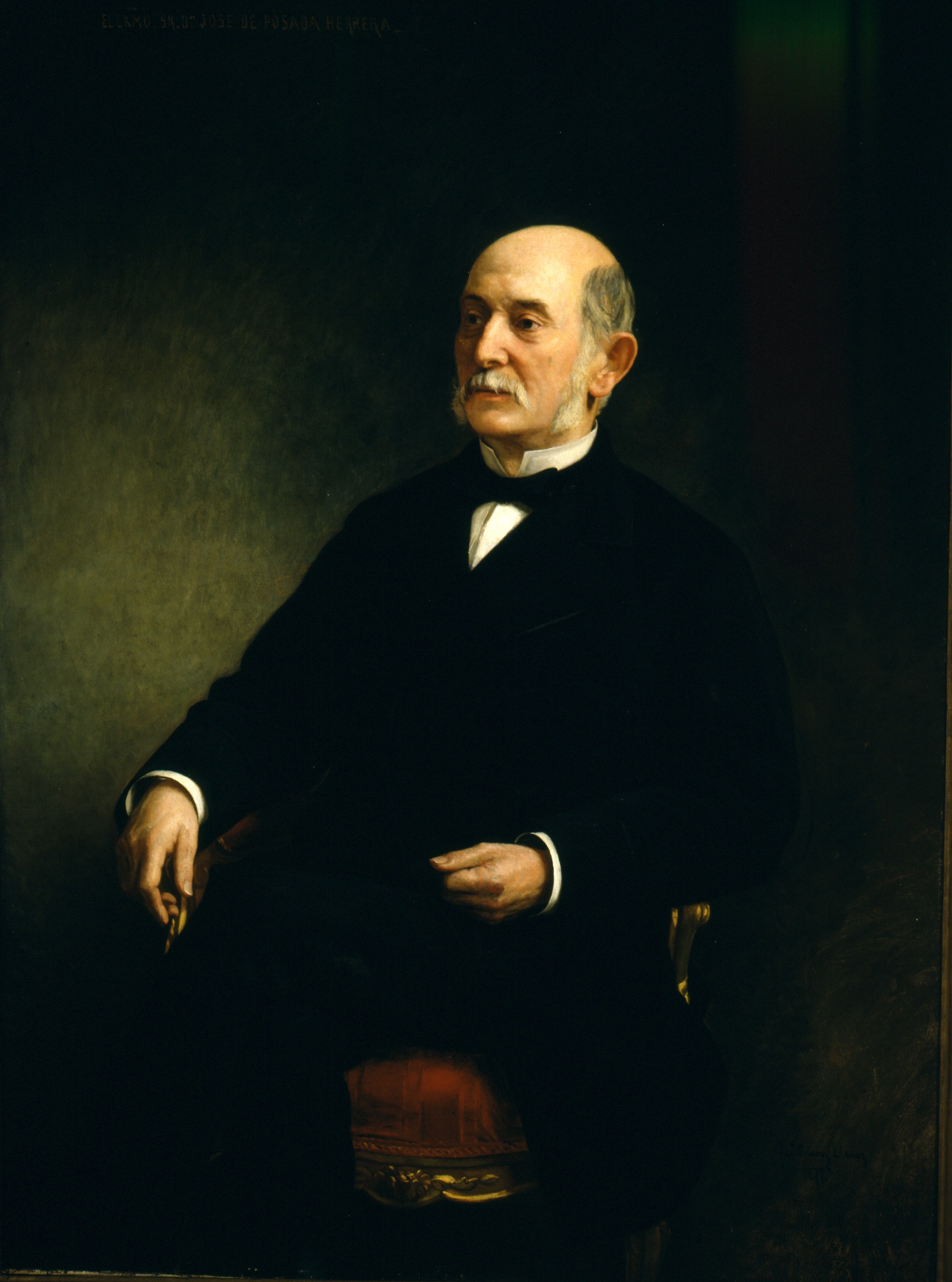
José de Posada Herrera, político que da nombre a la calle

La vía, que obtuvo su título actual en 1887, nace de la confluencia de la calle Pelayo con Palacio Valdés, donde conecta con Milicias Nacionales, y llega a desembocar en la plaza de Longoria Carbajal. Tiene cruce con Pepa Ojanguren. Honra con el nombre actual a José de Posada Herrera (1814-1885), político y jurista natural de la localidad asturiana de Llanes, presidente del Consejo de Ministros durante unos meses entre 1883 y 1884. La calle aparece descrita en El libro de Oviedo (1887) de Fermín Canella y Secades con las siguientes palabras:

Posada Herrera.—Enagenado modernamente el antiguo cuartel de Milicias, á la calle que por el Norte limitaba el edificio y comunicaba con el Campo, en acuerdo municipal de 1874 se le dió el nombre de aquella gloriosa institución militar, que desde su instalación en 1598 tuvo memorables páginas en la historia asturiana. Mas por nuevo acuerdo municipal de 1887 se cambió la dicha denominación en honor del insigne repúblico D. José de Posada Herrera, presidente del Consejo de Ministros, del de Estado y del Congreso de los Diputados, verdadero organizador de la Administración provincial y municipal de España. Siendo el recuerdo justo y merecido para el célebre estadista asturiano pudo tener aplicación en nueva y más extensa vía y de este modo hubiera quedado la calle de Milicias con su significación histórica.
(Canella y Secades, 1887, p. 116)